# Irinarassite
L'irinarassite (simbolo IMA: Inr) è un minerale e un silicato molto raro; appartenente al supergruppo del granato e al gruppo della schorlomite, possiede la composizione chimica idealizzata Ca3Sn2Al2SiO12.
Strutturalmente l'irinarassite è classificata nella famiglia dei nesosilicati.

## Etimologia e storia
I granati ricchi di stagno prodotti artificialmente con fino al 26% in peso di diossido di stagno (SnO2) si trovano insieme alla cassiterite nelle scorie della fusione dello stagno.
I granati naturali di stagno sono molto rari. Andraditi con fino al 5,8% in peso di diossido di stagno sono state trovate in alcuni skarn contenenti stagno e i granati (contenenti stagno) bitikleite, dzhuluite e toturite sono state rilevate nelle inclusioni di xenoliti calcareo-silicatica sanidite-facciale dell'ignimbrite della Caldera di Chegem. Il gruppo di ricerca di Galuskina ha scoperto un granato silicato Sn-Al in questi xenoliti. Hanno chiamato il nuovo minerale in onore di Irina Teodorovna Rass, membro dello staff dell'Istituto di geologia dei giacimenti minerari, petrografia, mineralogia e geochimica (IGEM) dell'Accademia russa delle scienze di Mosca. È una nota specialista in petrologia e geochimica di complessi carbonatitici ultrabasici ricchi di alcali, lamproiti e kimberliti.

## Classificazione
Secondo l'attuale classificazione dell'Associazione Mineralogica Internazionale (IMA), l'irinarassite appartiene al supergruppo del granato, dove forma il gruppo della schorlomite con 10 cariche positive nella posizione del reticolo coordinato tetraedrico, insieme a kimzeyite, hutcheonite, schorlomite, kerimasite e toturite.
L'obsoleta, ma ancora in uso, 8ª edizione della sistematica dei minerali secondo Strunz non elenca ancora l'irinarassite. Sarebbe classificata insieme ad almandino, andradite, calderite, goldmanite, grossularia, henritermierite, hibschite, holtstamite, hydrougrandite, katoite, knorringite, majorite, morimotoite, piropo, schorlomite, spessartina, uvarovite, wadalite e yamatoite (quest'ultima screditata, in quanto identica alla momoiite) nel "gruppo dei granata" con il sistema nº VIII/A.08 nella sezione "Nesosilicati".
Anche la 9ª edizione della sistematica minerale di Strunz, in vigore dal 2001, non elenca ancora l'irinarassite. Anche qui avrebbe occupato il "gruppo dei granati" con il sistema nº 9.AD.25 dove può essere classificata nella divisione dei "Nesosilicati". Tuttavia, questa sezione viene ulteriormente suddivisa in base all'eventuale presenza di altri anioni e alla coordinazione dei cationi coinvolti, in modo che il minerale sia classificato in base alla sua composizione nella suddivisione "Nesosilicati senza anioni aggiuntivi; cationi in coordinazione [6] e/o maggiore". Anche i granati hutcheonite, kerimasite, toturite, menzerite-(Y) ed eringaite, descritte dopo il 2001, sarebbero stati ordinati nel gruppo delle granate.
La classificazione dei minerali di Dana, che è comune principalmente nel mondo anglosassone, collocherebbe l'irinarassite nella divisione dei "minerali silicati insulari". Qui sarebbe stato insieme a Kimzeyit, Schorlomite e Morimotoit nel "Gruppo dei granati (serie schorlomite-kimzeyite)" con il sistema nº 51.04.03c all'interno della suddivisione "Nesosilicati: gruppi SiO4 solo con cationi in coordinazione [6] e/o maggiore".

## Chimica
L'irinarassite è l'analogo stagno-alluminio della schorlomite e forma cristalli misti complessi principalmente con kimzeyite, kerimasite e schorlomite. La composizione misurata dalla località tipo è:
- {\displaystyle \mathrm {^{[X]}(Ca_{2,965}Fe_{0,035}^{2+})^{[Y]}(Sn_{1,016}^{4+}Zr_{0,410}^{4+}Ti_{0,262}^{4+}Sb_{0,237}^{5+}Fe_{0,035}^{2+}U_{0,017}^{6+}Sc_{0,014}^{3+}Hf_{0,006}^{4+}Nb_{0,004}^{5+})^{[Z]}(Al_{1,386}Fe_{0,804}^{3+}Si_{0,446}Ti_{0,262}^{4+})} },[2]

dove {\displaystyle {\ce {[X], [Y]}}} e {\displaystyle {\ce {[Z]}}} indicano le posizioni nella struttura granata.
Le composizioni dei cristalli misti possono essere espresse con diverse combinazioni di elementi terminali. Pertanto, c'è un alto grado di miscibilità di irinarassite e kimzeyite e hutcheonite secondo le seguenti reazioni di scambio:
- {\displaystyle {\ce {^{[Y]}Sn^{4+}=^{[Y]}Zr^{4+}\,\,\,\,\,}}} (kimzeyite)
- {\displaystyle {\ce {^{[Y]}Sn^{4+}=^{[Y]}Ti^{4+}\,\,\,\,\,}}} (hutcheonite)

così come i minerali Fe3+ del gruppo delle schorlomiti, kerimasiti e toturiti secondo la reazione di scambio:
^{\displaystyle {\ce {^{[Z]}Al^{3+}= ^{[Z]}Fe^{3+}}}}
Inoltre, l'irinarassite contiene lo ione antimonio Sb5+ su circa il 10% della posizione {\displaystyle {\ce {Y}}} coordinata ottaedrica, corrispondente a una formazione di cristalli misti con granati di ferrite del gruppo delle bitikleiti con la reazione di scambio:
- {\displaystyle \mathrm {^{[Y]}Sn^{4+}+^{[Z]}Si^{4+}=^{[Y]}Sb^{5+}+^{[Z]}(Al,Fe)^{3+}} }

Il contenuto di titanio in posizione {\displaystyle {\ce {Z}}} può essere interpretato come una miscela di un analogo del titanio dell'irinarassite, {\displaystyle \mathrm {^{[X]}Ca_{3}^{[Y]}Sn_{2}^{4+}\,^{[Z]}(Al_{2}Ti^{4+})O_{12}} } corrispondente alla reazione di scambio:
- {\displaystyle {\ce {^{[Z]}Si^{4+}= ^{[Z]}Ti^{4+}}}}

## Abito cristallino
L'irinarassite cristallizza nel sistema cubico nel gruppo spaziale Ia3d (gruppo nº 230) con 8 unità di formula per cella unitaria. Il cristallo misto naturale della località tipo ha costante di reticolo a = 12.50 Å.
La struttura è quella del granato. Il calcio (Ca2+) occupa la posizione {\displaystyle {\ce {X}}} dodecaedrica circondata da 8 ioni ossigeno, lo stagno (Sn4+) occupa la posizione {\displaystyle {\ce {Y}}} ottaedrica circondata da 6 ioni ossigeno e la posizione {\displaystyle {\ce {Z}}} tetraedrica circondata da 4 ioni ossigeno è occupata da alluminio (Al3+) e silicio (Si4+).
Si trova in zone strette o piccole macchie in granati ricchi di kimzeyite-kerimasite o come cristalli di pochi micrometri di dimensione nei prodotti di trasformazione dello zircone.

## Origine e giacitura
All'anno 2017, l'irinarassite è stata rilevata solo nella sua località tipo, uno xenolite cal-silicato proveniente da un'ignimbrite del Monte Lakargi, nella caldera di Chegem nella Repubblica di Cabardino-Balcaria nel Circondario federale del Caucaso Settentrionale in Russia.
L'irinarassite si forma a bassa pressione e ad alte temperature intorno a 800-1000 °C in skarn metamorfici a contatto contenenti stagno come prodotto di conversione dello zircone coltivato su kerimasite.
La località tipo dell'irinarassite è una xenolite ricca di carbonato nell'ignimbrite del Monte Lakargi, nella caldera di Chegem nel Circondario federale del Caucaso Settentrionale di Cabardino-Balcaria in Russia. In questo caso, l'irinarassite si trova nella zona larnite-cuspidina dello xenolite numero 7 al contatto con l'ignimbrite. I minerali di accompagnamento includono cristalli misti di kerimasite-kimmeyite, lakargiite e tazheranite, oltre a larnite, baddeleyite, baghdadite e perovskite.